# Just Say Yes
Just Say Yes è un singolo del gruppo musicale scozzese Snow Patrol, pubblicato nel 2009 ed estratto dall'album Up to Now.

## Tracce
- CD

1. Just Say Yes – 4:42
2. Just Say Yes (Thin White Duke Mix) (Edit) – 4:14

## Video
Il videoclip della canzone è stato diretto da Blue Leach e girato in Polonia.